# Бенедикта Боколи
Бенедикта Боколи (итал. Benedicta Boccoli; Милано, 11. новембра 1966) је италијанска позоришна и филмска глумица.

## Биографија
Бенедикта Боколи је рођена у Милану 11. новембра 1966, али се као дете преселила у Рим са својом породицом. Њена сестра Бригита је такође афирмисана глумица.
Познат као еклектична и свестрана глумица, као врло млада је дебитовала на телевизији, када је имала тек 18 година. Неколико година касније, почела је да глуми у позоришту.
Глумац и режисер Ђорђо Албертаци јој је дао надимак Artistissima, због њених изузетних извођења. Такође је добила добре критике у новинама Corriere della Sera, la Repubblica, The Press, Time и La Gazzetta del Mezzogiorno.